# Mogera kanoana
Mogera — рід ссавців родини кротових (Talpidae). Видова назва kanoana присвячена Тадао Кано, японському натуралісту, який зробив перший запис цих тварин в 1940 році. У 2004 році біологи з Японії і Тайваню виявили кілька зразків і підтвердили існування цього виду.

## Опис
Це найменший окрім M. latouchei вид роду. Середні виміри: вага 39.91 гр, довжина голови й тіла 121.91 мм, довжина хвоста 11.09 мм, довжина задньої ступні 14.27 мм.
Характеризується темним кольором хутра й виступаючим писком. Моляри малі.

## Поширення
Ендемік Тайваню. Три зразка захоплені в горах вище 2800 м над рівнем моря. Середовище проживання широколистяні ліси, але заходить також в сади і газони. 